# Vierge du Pilar (Goya)
La Vierge du Pilier est une peinture à l'huile à motif religieux peinte par Francisco de Goya durant ses premières années comme peintre à Saragosse (1775-1780). Elle est conservée au musée de Saragosse.
Avec la Triple génération et Apparition de la Vierge du Pilar à Saint Jacques et à ses disciples de Saragosse, c'est l'une des plus importantes toiles de la jeunesse de Goya.

## Histoire
Avec Mort de saint François Xavier le tableau a été acquis par le musée de Saragosse en 1926, pour 6 000 pesetas, payée en douze échéances de 500 pesetas. L'achat a été approuvé lors de sa réunion du 11 novembre 1925 par le président du conseil, Mariano Pano. Il était prévu qu'elle servît à célébrer le centenaire de la mort de Goya en 1928 avec l'exposition œuvres de Goya et des obgets [sic] qui rappellent les fabrications artistiques de son époque.

## Analyse
C'est un tableau très lumineux, qui fait écho à ceux de Bartolomé Esteban Murillo. Les anges entourant la Vierge sont dans les bleus et rouges, et des palmes dans ses mains, symbole du martyre, le traitement caractéristique des anges Goya. La Vierge est entourée d'un faisceau de lumière, et porte l'Enfant dans ses bras dans une attitude très réaliste. L’œuvre est très similaire aux peintures de la chartreuse de Aula Dei et à celles de la basilique du Pilar. Elle est vue comme un antécédent à la toile Regina Martirum.

Le peintre avait une grande dévotion pour la Vierge, ce qui était commun à Aragon. Cette toile a presque été réalisée pour son culte personnel, mais elle eut en son temps une grande importance 

« Pour ma maison, je n'ai pas besoin de beaucoup de meubles ; je crois qu'avec le tableau de Notre-Dame du Pilar, une table, cinq chaises, un poêle, une outre de vin et un tiple et un gril et lampe, tout le reste est superflu. »

— Francisco de Goya, Lettre à Martin Zapater, juillet 1780